# Madonny kaszubskie
Madonny kaszubskie – określenie używane wobec dwóch figurek (trzecia – Madonny Morskiej zaginęła) przedstawiających Matkę Bożą, uchodzących za cudowne: Madonny Sianowskiej i Madonny Swarzewskiej. 
Obie miejscowości, w których znajdują się te rzeźby, stanowią cel pielgrzymek, przy czym Sianowo jest miejscem pielgrzymek z Kaszub środkowych, a Swarzewo – z Kaszub północnych. Natomiast Część Kaszubów z obszarów południowych pielgrzymuje do Piaseczna, by się pokłonić ukoronowanej 8 września 1968 roku przez kard. Karola Wojtyłę Królowej Pomorza. Żadna z Madonn nie ma więc charakteru "ogólnokaszubskiego". 
8 września 1937 roku bp Stanisław Okoniewski, w asyście ks. bpa Konstantyna Dominika,  ukoronował Matkę Boska Swarzewską na Królową Polskiego Morza i Opiekunkę Kaszubskich Rybaków.
Bp Kazimierz Kowalski, w asyście kaszubskiego pisarza ks. Franciszka Gruczy i ks. Bigusa,  4 września 1966 roku ukoronował Matkę Boską Sianowską na Królową Kaszub.

## Madonna Sianowska

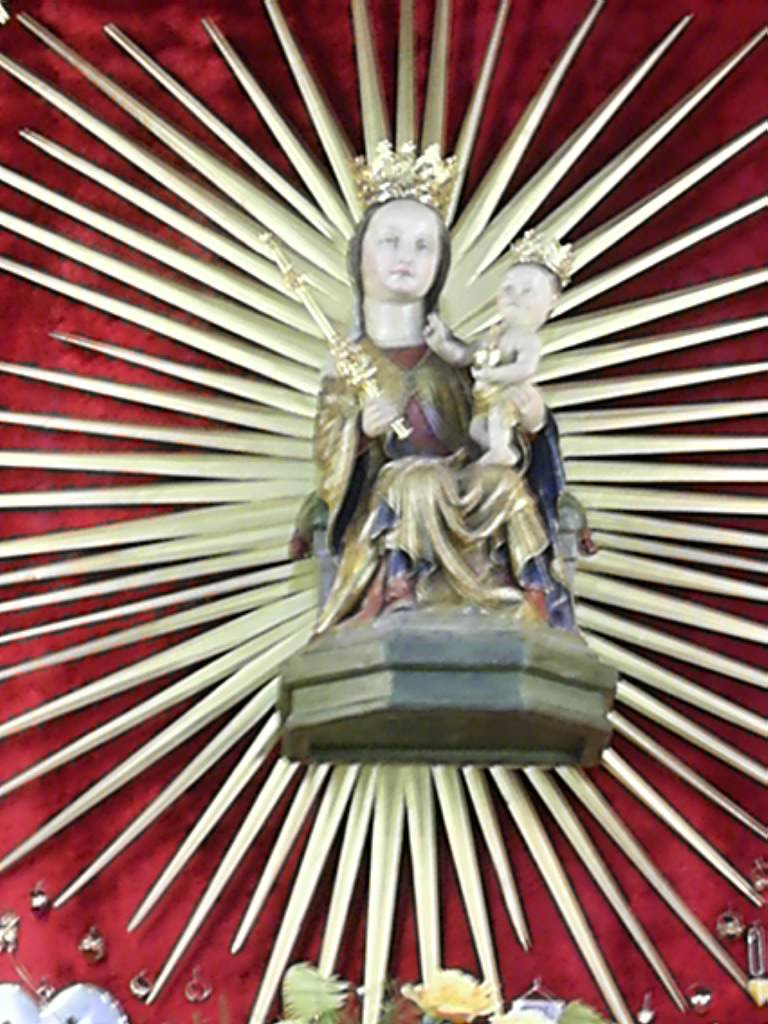
Matka Boska Sianowska

Figurka Matki Bożej Sianowskiej jest niższa od Swarzewskiej, jej wysokość wynosi zaledwie 48,5 cm;  wykonana została  z lipowego drewna na początku XV wieku. Nie wiadomo, kiedy i skąd trafiła do Sianowa. Legenda mówi, że znaleziono ją w krzaku paproci przy drodze. W 1939 roku figurkę wysłano, może do Pelplina, w celu zabezpieczenia przed ewentualnymi działaniami wojennymi. Na dwa lata ślad po niej zaginął, dopiero w 1941 roku z Torunia do parafii została przesłana w przesyłce. Znajduje się w ołtarzu głównym w Sanktuarium Królowej Kaszub w Sianowie.
Wierni przybywają do Sianowa w dnie odpustów, w niedziele i w soboty po 16 lipca i po 8 września, podobnie jak do Swarzewa. Ponieważ ryglowy kościółek nie mieścił coraz liczniejszych pielgrzymów, na placu przykościelnym wznoszono ołtarz polowy. Potrzeby odpustowe były coraz większe, więc proboszcz, ks. Waldemar Piepiórka, na łące przy kościele wzniósł kaplicę, architektonicznie nawiązującą do stylu kościółka. W dniach odpustów i innych ważnych świąt uroczysta procesja wyrusza właśnie ku tej kaplicy, a trawiasty teren wypełnia od 1986 roku coraz liczniejsza rzesza wiernych, licząca czasem nawet ponad 10 tysięcy wiernych. Replika figurki Matki Bożej Sianowskiej jest w Kanadzie – Wilno (Ontario).

## Madonna Swarzewska
Jest gotycką rzeźbą drewnianą z połowy XV wieku (wysokość 66 cm). Kult Matki Boskiej Swarzewskiej odnotowano już w XVI w. Znajdowała się w kościele w Helu, ale po przejściu jego mieszkańców na protestantyzm została z kościoła usunięta około 1580 roku i w nieznanych okolicznościach trafiła do Swarzewa. W miejscu, w którym ją odnaleziono, w 1775 roku wzniesiono kaplicę. Znajduje się tu kopia figury Matki Boskiej i tablica z wierszowanym opisem jej historii. 
Pierwsza masowa pielgrzymka z północnych Kaszub ruszyła w 1776 roku. Odpusty odbywają się w najbliższą niedzielę po 16 lipca (Matki Boskiej Szkaplerznej) i 8 września (Matki Boskiej Siewnej). W historię figurki wpisała się również druga wojna światowa. W 1939 roku miejscowy proboszcz, ks. Wojciech Pronobis, polecił ją zakopać mieszkańcowi Wielkiej Wsi. Na ołtarzu umieszczono imitację figurki. O mistyfikacji dowiedział się komisarz biskupi w Wejherowie i hitlerowiec ks. Karl Knop. Przy pomocy gestapo doprowadził do odkopania oryginału, który umieścił na swojej plebanii. Do Swarzewa rzeźba wróciła w 1945 roku.

## Madonna Morska
Gipsowa rzeźba Madonny Morskiej jest obecnie zaginiona. Przed 1939 rokiem miała się znajdować w jednej z kaplic nadmorskich, być może w Dębkach. Madonna Morska, znana tylko za zdjęć, przedstawiała Maryję okrytą powłóczystą szatą i rozwianym welonem, spod których przezierało jej ciało. Tą figurą zgorszony był nie tylko wielewski  proboszcz, ale i wierni Kaszubi, którzy uznali ją za prowokację.